# Nemawashi
El nemawashi es un concepto muy importante para entender el mundo empresarial japonés. Define el proceso mediante el cual se toman decisiones que van a suponer cambios en la empresa. Antiguamente, la palabra nemawashi (根回し) la utilizaban los campesinos cuando tenían que hacer algún trasplante: 根->raíz, 回->revolver; el significado literal es “revolver las raíces”, es decir, cavar alrededor de las raíces del árbol/planta para hacer el trasplante. En la actualidad se denomina nemawashi al proceso mediante el cual se hacen consultas previas antes de proponer un cambio en una empresa. Los japoneses buscan siempre el consenso y la armonía, el uso del nemawashi les permite eliminar discrepancias y llegar a un acuerdo con el que esté contento todo el mundo.